# Grabrov Potok
Grabrov Potok es una localidad de Croacia en el municipio de Velika Ludina, condado de Sisak-Moslavina.

## Geografía
Se encuentra a una altitud de 106 m s. n. m. a 70,2 km de la capital nacional, Zagreb.

## Demografía
En el censo 2011, el total de población de la localidad fue de 103 habitantes.
| Gráfica de población de Grabrov Potok 1857-2011                     |
|                                                                     |
| Según los censos de población de la oficina estadística de Croacia. |